# Entamoeba
Entamoeba é um gênero de Ameboides encontrado como parasitas ou comensais no intestino de animais. 
Em 1875, Fedor Lösch descreveu cinco casos de disenteria amébica em St Petersburg, Rússia. Ele se referiu à espécie que encontrou como Amoeba coli, mas não é claro se ele se referia a um termo descritivo ou a uma categoria taxonômica. O gênero Entamoeba foi definido por Casagrandi e Barbagallo pela espécie Entamoeba coli, que é um organismo comensal. O organismo descrito por Lösch foi renomeado por Entamoeba histolytica por Fritz Schaudinn em 1903.